# Erylus nobilis
Erylus nobilis är en svampdjursart som beskrevs av Thiele 1900. Erylus nobilis ingår i släktet Erylus och familjen Geodiidae.
Artens utbredningsområde är havet kring Indonesien. Inga underarter finns listade i Catalogue of Life.